# Primer ministro de Ontario
El Primer Ministro de Ontario (en inglés: Premier of Ontario en francés: Le Premier Ministre de l'Ontario) es el jefe del gobierno de la provincia canadiense de Ontario. El primer ministro preside el Consejo Ejecutivo (también llamado consejo de ministros) en tanto que primer ministro del rey.

## Lista de primeros ministros de Ontario desde la Confederación (1867)
|  | Nombre                 | Partido                 | Periodo          |
|  | ---------------------- | ----------------------- | ---------------- |
|  | John Macdonald         | Liberal-conservador     | 1867-1871        |
|  | Edward Blake           | Liberal                 | 1871-1872        |
|  | Sir Oliver Mowat       | Liberal                 | 1872-1896        |
|  | Arthur Sturgis Hardy   | Liberal                 | 1896-1899        |
|  | George William Ross    | Liberal                 | 1899-1905        |
|  | Sir James P. Whitney   | Conservador             | 1905-1914        |
|  | Sir William H. Hearst  | Conservador             | 1914-1919        |
|  | Ernest Charles Drury   | United Farmers          | 1919-1923        |
|  | George Howard Ferguson | Conservador             | 1923-1930        |
|  | George S. Henry        | Conservador             | 1930-1934        |
|  | Mitchell F. Hepburn    | Liberal                 | 1934-1942        |
|  | Gordon Daniel Conant   | Liberal                 | 1942-1943        |
|  | Harry C. Nixon         | Liberal                 | 1943             |
|  | George A. Drew         | Conservador Progresista | 1943-1948        |
|  | Thomas L. Kennedy      | Conservador Progresista | 1948-1949        |
|  | Leslie Frost           | Conservador Progresista | 1949-1961        |
|  | John Robarts           | Conservador Progresista | 1961-1971        |
|  | Bill Davis             | Conservador Progresista | 1971-1985        |
|  | Frank S. Miller        | Conservador Progresista | 1985             |
|  | David Peterson         | Liberal                 | 1985-1990        |
|  | Bob Rae                | Neo-Demócrata           | 1990-1995        |
|  | Mike Harris            | Conservador Progresista | 1995-2002        |
|  | Ernie Eves             | Conservador Progresista | 2002-2003        |
|  | Dalton McGuinty        | Liberal                 | 2003-2013        |
|  | Kathleen Wynne         | Liberal                 | 2013-2018        |
|  | Doug Ford              | Conservador Progresista | 2018-en el cargo |